# Lorentz-medál
A Lorentz-medált minden négy évben osztják ki Royal Netherlands Academy of Arts and Sciences által. 1925-ben alapították Hendrik Lorentz doktori fokozatának 50. évfordulójára. Az elméleti fizika területén elért kiemelkedő felfedezésért osztják ki.

## A díjazottak
| Év   | Díjazottak                  |
| ---- | --------------------------- |
| 2018 | Juan M. Maldacena           |
| 2014 | Michael Berry               |
| 2010 | Edward Witten               |
| 2006 | Leo Kadanoff                |
| 2002 | Frank Wilczek               |
| 1998 | Carl Wieman és Eric Cornell |
| 1994 | Alekszandr Poljakov         |
| 1990 | Pierre-Gilles de Gennes     |
| 1986 | Gerardus ’t Hooft           |
| 1982 | Anatole Abragam             |
| 1978 | Nicolaas Bloembergen        |
| 1974 | John Hasbrouck Van Vleck    |
| 1970 | George Uhlenbeck            |
| 1966 | Freeman Dyson               |
| 1962 | Rudolph Peierls             |
| 1958 | Lars Onsager                |
| 1953 | Fritz London                |
| 1947 | Hendrik Anthony Kramers     |
| 1939 | Arnold Sommerfeld           |
| 1935 | Peter Debye                 |
| 1931 | Wolfgang Pauli              |
| 1927 | Max Planck                  |

## Külső hivatkozások
- A díjazottak listája